# إطار صورة

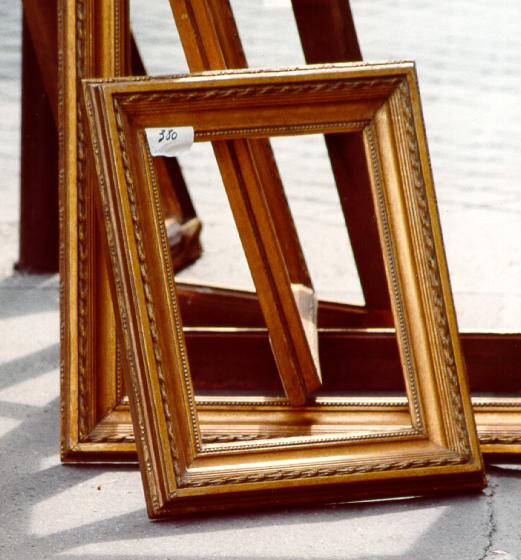
إطار صورة خشبي فارغ

إطار الصورة أو كِفافها باللهجات العامية برواز أو برواظ (بالفارسية: پرواز) هيكل من خشب أو معدن يحيط بحواف الصور التي يراد إبرازها للملأ مثل اللوحات أو الصور الضوئية التي يراد وضعها على الرفوف. يعطي إطار الصورة مظهراً جمالياً للصورة المعروضة، كما يحمي الصورة وحوافها من التلف، خاصة عندما يوضع لوح زجاجي أو رقاقة بلاستيكية بين الصورة والإطار.